# Samseong-dong, Yangsan
Samseong-dong (koreanska: 삼성동) är en stadsdel  i staden Yangsan i provinsen Södra Gyeongsang i den sydöstra delen av  Sydkorea, 310 km sydost om huvudstaden Seoul. Den ligger strax norr om storstaden Busan.